# Populares

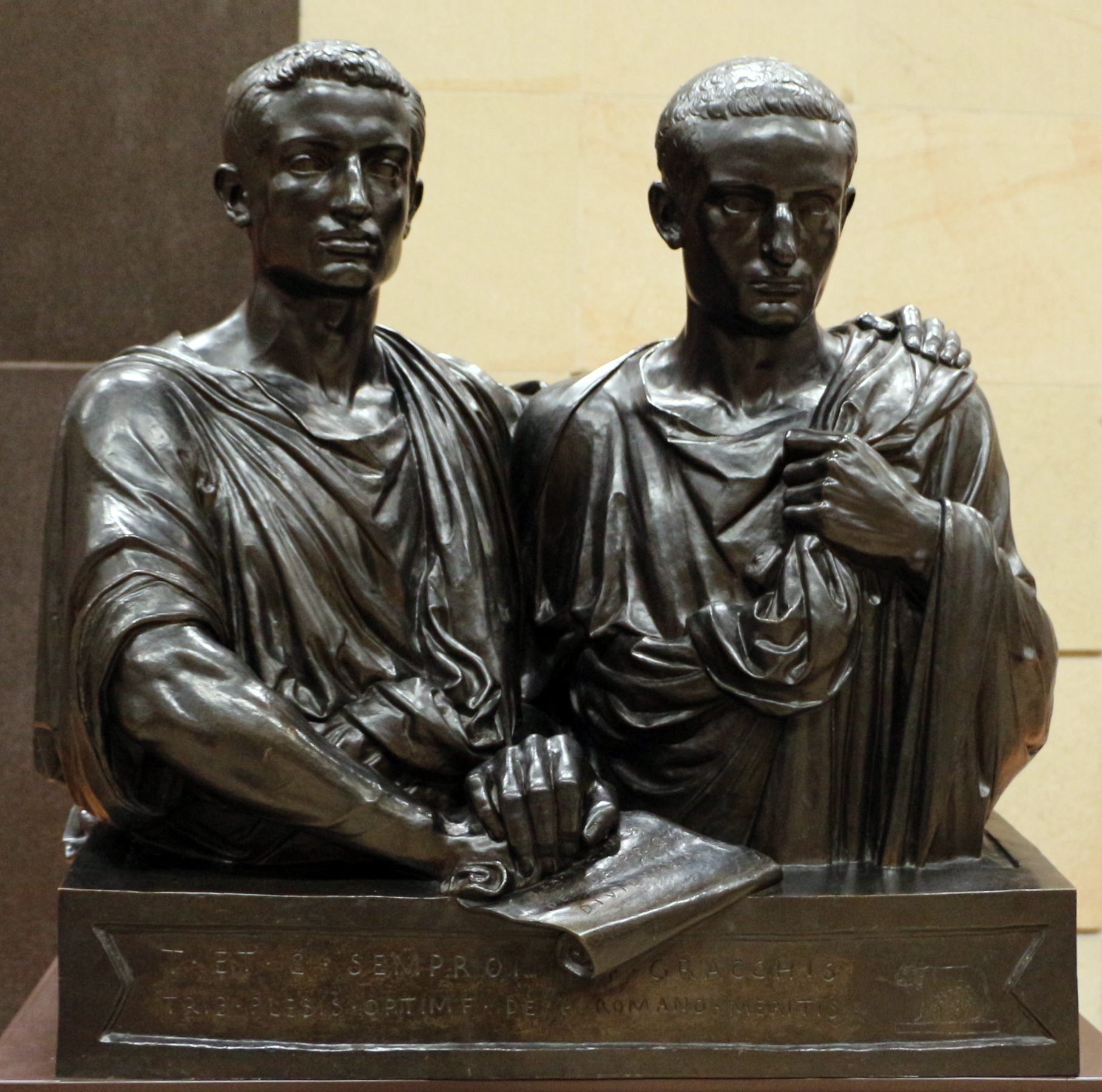
Los hermanos Graco son considerados los fundadores de este movimiento

Los populares ('[los de la facción] del pueblo', en singular popularis) estaban constituidos por los jefes aristocráticos romanos que durante la República romana tardía buscaban usar las asambleas populares romanas para acabar con el dominio que ejercían los nobiles y los optimates en la vida política.
Dentro de los planes de los populares se encontraba el dotar de una cierta movilidad social a los ciudadanos romanos, trasladándolos a las colonias provinciales para favorecer la romanización de los pueblos conquistados, la extensión de la ciudadanía a comunidades externas a Roma e incluso a toda la península itálica y la modificación del sistema de reparto de grano para favorecer al proletariado romano en vez de las clases pudientes, la deflación del valor de las monedas para abaratar el precio de las mercancías y extensión de la cultura helenística entre los romanos. La causa popular alcanzó su apogeo durante el siglo I en especial bajo Julio César, el líder de mayor prestigio. Con el nombramiento del segundo triunvirato, de 43 a. C. a 33 a. C., los populares (del latín para «partidarios del pueblo», singular popularis; estaban nucleados en las asambleas populares romanas) favorecieron la ascensión de los «hombres nuevos» (plebeyos, romanos normalmente nacidos en las provincias, cuyas familias no tenían ancestros ilustres) dentro de la política romana y de dotar de mayor poder al pueblo.
Desde un punto de vista político los populares propugnaban medidas típicas del socialismo,[cita requerida] como reparto de tierras a campesinos sin tierras, subvenciones a los alimentos al proletariado urbano, fijación de precios máximos, etc. aunque dichos paralelismos deban tomarse con cautela al ser distinciones relativamente modernas que son escasamente aplicables a la política romana.
Además de César, en la facción populares se incluyeron los hermanos Tiberio Sempronio Graco y Cayo Sempronio Graco, Cayo Mario, Publio Clodio Pulcro y, durante el primer triunvirato, Marco Licinio Craso y Cneo Pompeyo, que previamente había estado alineado con los optimates.